# Ian Hendry
Ian Hendry (13 de enero de 1931-24 de diciembre de 1984) fue un actor inglés conocido por su trabajo en series de televisión británica de la década de los sesenta como Los Vengadores, y por su papel en la película Repulsión (1965).

## Carrera
Hendry nació en Ipswich, Suffolk, y estudió en la Escuela Culford. Su carrera como actor comenzó en 1959 y en el papel principal del Dr. Geoffrey Brent en la serie Police Surgeon. La serie sólo duró doce episodios, pero Hendry interpretaría un papel muy similar, el del doctor David Keel, en una nueva serie de acción y aventuras titulada Los Vengadores (The Avengers). Inicialmente, Hendry fue la estrella de la serie, que coprotagonizó Patrick Macnee como John Steed. Sin embargo, la producción de la primera temporada se vio reducida por una huelga y Hendry aprovechó la oportunidad para apartarse de la serie y comenzar una carrera en el cine. La serie continuaría por el resto de la década con Macnee como su estrella protagonista.

## Filmografía
- 1959: Invisible Man
- 1960: Police Surgeon
- 1961: Kraft Mystery Theater
- 1961: ITV Television Playhouse
- 1961: Los Vengadores
- 1962: Live Now - Pay Later
- 1963: Drama 61-67
- 1963: Girl in the Headlines
- 1964: This Is My Street
- 1964: Children of the Damned
- 1964: The Beauty Jungle
- 1965: Repulsion
- 1965: The Hill
- 1966: The Sandwich Man
- 1967: Los traidores de San Ángel
- 1967: The Informer
- 1968: Cry Wolf
- 1969: The Southern Star
- 1969: Doppelgänger
- 1970: The McKenzie Break
- 1970: The Adventures of Don Quick
- 1971: Get Carter
- 1972: The Lotus Eaters
- 1972: Tales from the Crypt
- 1973: Theater of Blood
- 1973: Assassin
- 1974: Captain Kronos - Vampire Hunter
- 1974: The Internecine Project
- 1975: Thriller
- 1975: El reportero
- 1976: Intimate Games
- 1976: The New Avengers
- 1977: ITV Sunday Night Drama
- 1978: Damien: Omen II
- 1979: The Bitch